# Cotoneaster antoninae
Cotoneaster antoninae är en rosväxtart som beskrevs av Sergei Vasilievich Juzepczuk. Cotoneaster antoninae ingår i släktet oxbär, och familjen rosväxter. Inga underarter finns listade i Catalogue of Life.